# Lüktető sugárhajtómű

Szelepes pulzáló sugárhajtómű működése

A pulzáló sugárhajtómű vagy lüktető sugárhajtómű a sugárhajtóművek egyik fajtája, melyben az égés szabályos időközönkénti megszakításokkal történik. Ezek a hajtóművek kevés mozgó alkatrészből állnak vagy egyáltalán nem használnak mozgó alkatrészeket és álló helyzetben is működnek.

## Típusai
A lüktető sugárhajtóműnek két fő típusa van, mindkettő a rezonanciát használja működési elvként és közvetve az expandáló égéstermékeket használja pulzáló reaktív tolóerő létrehozására. 
A szelepes hajtóművek mechanikus szelepeket használnak a kiáramló égéstermékek irányának vezérlésére: arra kényszerítik a gázokat, hogy hátrafelé hagyják el a hajtóművet a fúvócsövön keresztül, majd friss levegőt és további üzemanyagot engednek be a beömlőnyíláson keresztül. A szelep nélküli pulzáló sugárhajtóműveknek nincs mozgó alkatrészük és csak különleges kiképzésű geometriai alakjuknak köszönhetően terelik az égéstermékeket a megfelelő irányba. A szelep nélküli sugárhajtóműveknél az égéstermékek mind a beömlő nyíláson, mind a fúvócsövön keresztül távoznak, azonban arányaiban sokkal több fúj ki a hosszú fúvócsövön. A szelepes sugárhajtóművek levegő belépésénél visszacsapó szelepeket építenek be. Ezeknek a szelepeknek a feladata, hogy meggátolják az égéstermékeket az üzemanyag-levegő keverék felrobbanása után a beömlés felé távozni, bár a gyakorlatban kivitelezett hajtóműveknél egy kis visszaáramlás jelentkezik ha a jármű áll vagy kis sebességgel halad, mivel az égéskamra nyomásának megnövekedésekor a szelepek nem zárnak le elég gyorsan. A forró égéstermék gázok egy hosszú fúvócsövön keresztül távoznak, melynek geometriai kialakítása olyan, hogy a periodikusan ismétlődő robbanások akusztikai rezonanciát okozzanak. A szelepek általában lamellás szelepek, ezek nem olyan hatékonyak, mint a hagyományos szelepek, de kis méretekben könnyebb előállítani. 
A szelep nélküli pulzáló sugárhajtóművek ugyanezen az elven működnek, de a szelep szerepét a hajtómű geometriája veszi át. A tüzelőanyagot, mely gáz vagy porlasztott folyadék, vagy a beömlésnél keveredik a levegőhöz vagy közvetlenül az égéstérbe fecskendezik be. Indításnál szükség volt korábban sűrített levegőre és valamilyen gyújtási segítségre, például szikragyújtásra, hogy a tüzelőanyag-levegő keverék meggyulladjon. A legújabb konstrukcióknál a legtöbb esetben nem szükséges a légsűrítés, tüzelőanyag adagolással és szikragyújtással a hajtómű beindul. Ha a hajtómű már működik, csak üzemanyag adagolást kíván, a keverék gyújtása öngyulladással biztosított.

## Története
Martin Wiberg (1826-1905) állította, hogy ő találta fel az első pulzáló hajtóművet Svédországban, de a szabadalom pontos adatai tisztázatlanok. Ugyancsak nem világos, hogy készült-e egyáltalán működő változata.
Az első valóban működő pulzáló sugárhajtóművet 1906-ban szabadalmaztatta V.V. Karavodin orosz mérnök, aki 1907-ben működő modellt is bemutatott. Georges Marconnet francia feltaláló 1908-ban szabadalmaztatta a szelep nélküli pulzáló sugárhajtóművet, melyről sok elemző úgy véli, hogy nagy hatással volt Paul Schmidtre, a V-1 tervezőjére. Schmidt müncheni független feltaláló és tervező mérnök sokkal jobb hatásfokú konstrukciót fejlesztett ki a légbeömlő szelepek továbbfejlesztésével. Ezzel állami támogatást szerzett a Német Légügyi Minisztériumtól 1933-ban.

## Az Argus As 109-014

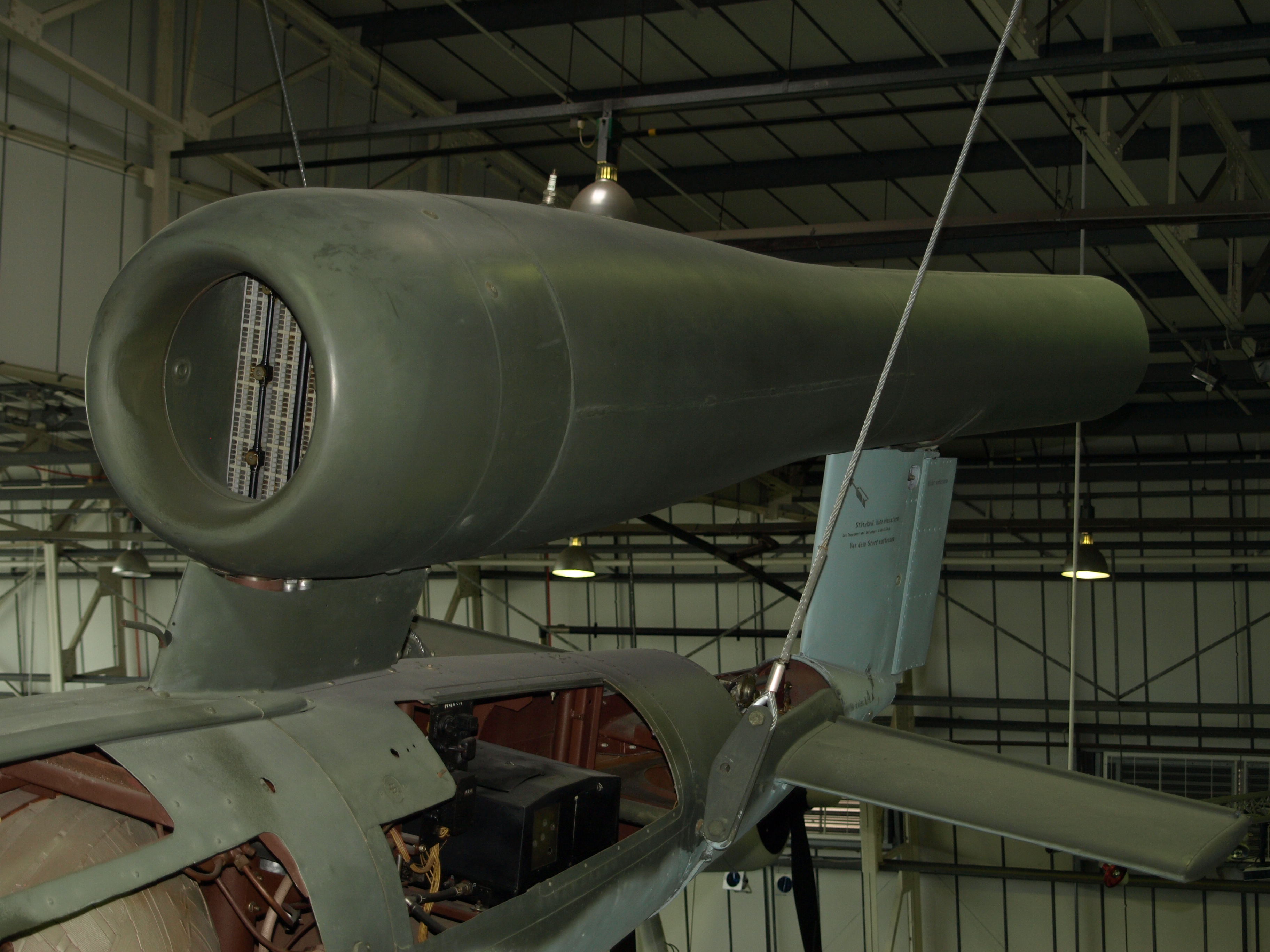
Argus As14 RAFM motor egy V-1-re építve

1934-ben Georg Madelung és Paul Schmidt a Német Légügyi Minisztériumnak egy, a Schmidt pulzáló sugárhajtóművével hajtott "repülő bomba" koncepciótervét terjesztette be. Madelung társfeltalálója volt annak a szalag-ernyőnek, melynek feladata a V-1 zuhanásának stabilizálása volt repülésének utolsó fázisában. Schmidt első repülő bombájának prototípusa nem felelt meg a légügyi minisztérium kiírásának elsősorban kis találati pontossága és hatótávolsága, valamint magas ára miatt. Az eredeti Schmidt konstrukciónál a hajtómű a törzs belsejébe volt építve, mint egy mai sugárhajtású vadászgépnél, szemben a későbbi V-1-gyel, melynél a hajtómű a robbanó töltet és a törzs fölött kapott elhelyezést. 
Az Argus Motoren társaság kezdett foglalkozni a Schmidt munkáján alapuló projekttel. Más német gyárak is hasonló pulzáló sugárhajtóműveken dolgoztak (az Askania, Fiesler és a Siemens is), ezeket később mind bevonták a V-1 kifejlesztésébe. Schmidt vezetése alatt, aki most már az Argusnál dolgozott, tökéletesítették a pulzáló hajtóművet, melynek a Légügyi Minisztérium hivatalosan Argus As 109-014 típusjelet adott. Az első hajtás nélküli repülés 1942. október 28-án, hajtóművel 1942. december 10-én zajlott le Peenemündén. A pulzáló sugárhajtóművet a funkció és a költségek közötti egyensúly kiváló példájaként értékelték: egyszerű, jól működő konstrukció minimális ráfordításokkal. A hajtómű akármilyen nyersolaj fajtával üzemelt és a keverek gyújtására szolgáló rendszert a mintegy egyórás repülési időtartamnál nem szánták hosszabb élettartamra. A V-1 felszállásához a hajtómű tolóereje nem volt elégséges, de az indító rámpán álló helyzetben is működőképes volt. Az egyszerű konstrukció azon alapult, hogy a fúvócső hossz/átmérő arányát 8,7/1 értékre tervezték, ezzel a fúvócsőben létrejövő nyomáslengések rezonanciába kerültek a gerjesztő égés-impulzusokkal és stabil 42 hertz frekvenciájú pulzálást eredményeztek. A hajtómű 2200 N statikus tolóerőt és körülbelül 3300 N tolóerőt szolgáltatott repülés közben.
Az As 014 gyújtását egy önműködő gyújtógyertyával oldották meg, melyet körülbelül 75 cm távolságra helyeztek el a beömlő szelepcsoport után. A gyújtás csak az indításkor működött, üzem közben nem volt rá szükség a többi pulzáló hajtóműhöz hasonlóan, az újabb adag keverék gyújtását az előző robbanás tűzgömbjének a vége indítja be. A népszerű tévhittel ellentétben a hajtómű felhevült teste nem szolgáltat elegendő hőt a keverék begyújtásához a dízelmotorokhoz hasonlóan, mivel a pulzáló sugárhajtóműben gyakorlatilag nincs kompresszió. 
Az As 014 motor szelepcsoportja csappantyúkból állt, melyek 43 és 45 Hz frekvencia között működtették a hajtóművet. A hajtómű elején sűrített levegő csatlakozás volt mely három légfúvókában végződött, indításkor ezzel hozták létre a kezdeti légáramlást. Az indításhoz acetilént használtak, a kezelőszemélyzet a fúvócsövet fából vagy faszénből készült tárcsával akadályozta meg az acetilén kiszivárgását, melyet a sűrített levegő vezetékkel és az elektromos kábellel együtt eltávolítottak, amikor az égés beindult és elérték a legalacsonyabb üzemi hőmérsékletet. 
A V1-nek nem volt természetesen semmiféle futóműve, mivel robotrepülőgépnek szánták, ezért indításnál egy meredek rámpára helyezték, melyen egy dugattyúval működtetett gőzkatapult adta meg a kezdő sebességet. A katapulthoz a gőzt hidrogén-peroxid és kálium-permanganát heves kémiai reakciója fejlesztette. A két anyag neve a kezelési utasításban T-Stoff és Z-Stoff volt. 
Az amerikai Wright Field bázis műszaki személyzete rekonstruálta a V-1-et egy Angliába irányított, de fel nem robbant V-1 épen maradt alkatrészeiből. Ebből született a JB-2 Loon repülőbomba, melynek sárkányát a Republic cég, az Argus 014 hajtómű másolatát pedig a Ford gyártotta. Az amerikai hadsereg légierejénél szolgáló Henry Harley "Hap" Arnold tábornok azt közölte, hogy a fegyvert acélból és fából gyártották, előállításához 2000 munkaóra volt szükség, ára mintegy 600 dollár volt 1943-ban.
A pulzáló sugárhajtómű katonai célú használata gyakorlatilag a V-1 szárnyas bombát hajtó Argus As 014-re korlátozódott, melyet tömeggyártással állítottak elő a németek és Anglia és Hollandia ellen vetették be a második világháború végén. A mai robotrepülők már nem használják ezt az erőforrást.

## A szelepes pulzáló sugárhajtómű működése
A működési ciklus fázisai: légbeszívás (vagy keverékbeszívás), kis mértékű kompresszió, (néhány típusnál) tüzelőanyag befecskendezés, gyújtás, égés, kiáramlás. 

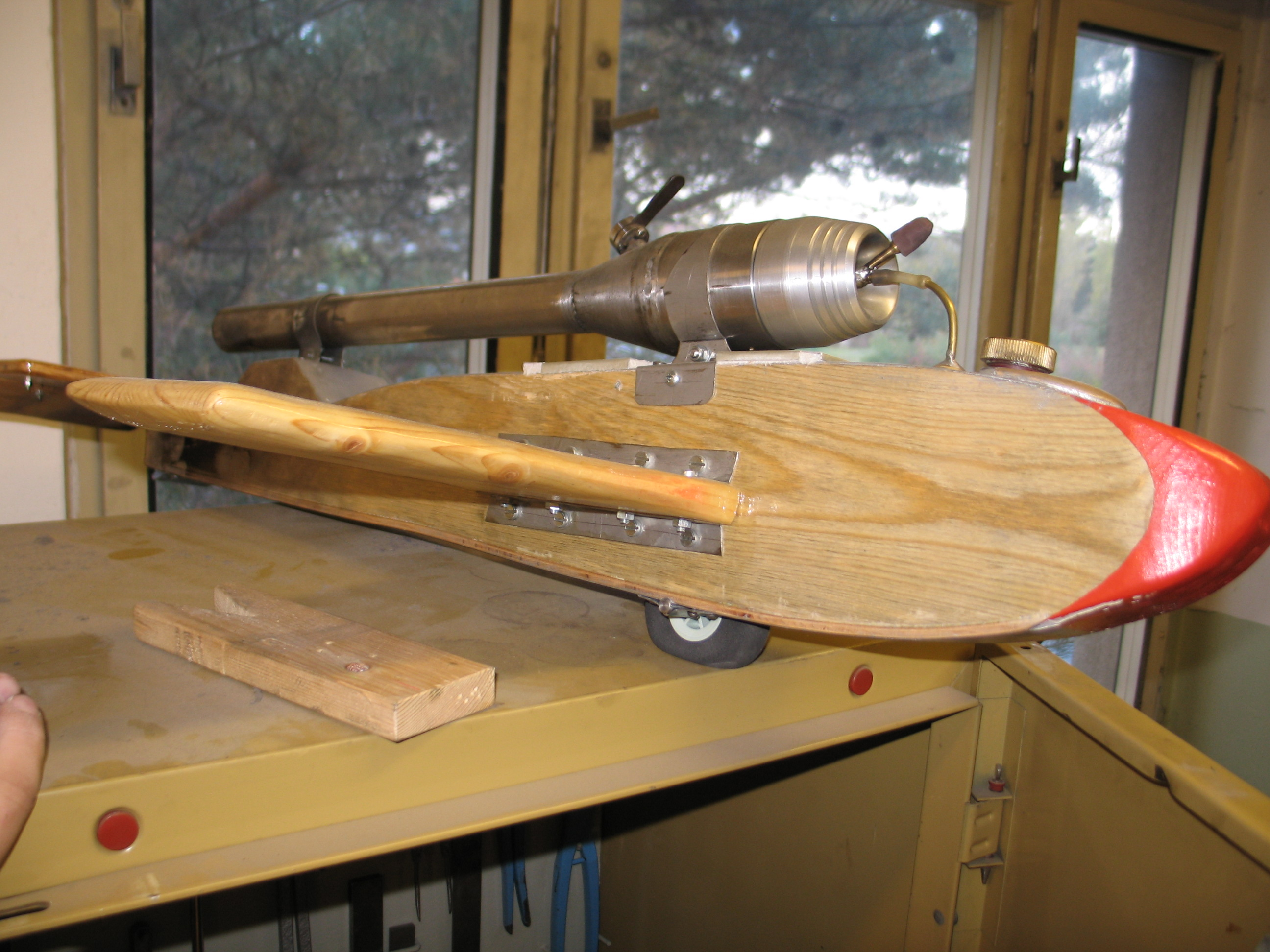
Lüktető sugárhajtómű repülőgépmodellen

A tüzelőanyag-levegő keverék gyors égésekor az égéstérben a keletkezett forró égéstermékek nyomása hirtelen megnő. A megnövekedett nyomás bezárja a beömlő visszacsapó szelepeket, így a gázok nem tudnak távozni előre, csak a hátrafelé a nyitott fúvócsövön keresztül. Az égéskamra első oldalára ható nyomás hozza létre a tolóerőt és hajtja előre a járművet. Ezután a nagy sebességgel távozó füstgázok tehetetlensége lecsökkenti a gáz nyomását az égéskamrában, a nyomás kismértékben a visszacsapószelepek előtti nyomás alá is csökken: gyenge vákuum lép fel. Ekkor a szelepek kinyílnak, friss levegő áramlik be, tüzelőanyagot fecskendeznek be és a folyamat kezdődik elölről. 
A tüzelőanyag adagolása egyszerű esetben egy Venturi-cső torokkeresztmetszetébe vezetett vékony csövön (porlasztó) a szelepek előtt a friss levegő áramba történik. A torokkeresztmetszetben áramlás esetén a nyomás lecsökken, így a csőből tüzelőanyag apró cseppekre oszolva porlasztódik be a friss levegőbe, mely az égéstérbe kerülve robbanásszerűen elég. Az üzemanyag beporlasztása teljesen úgy történik, mint az Otto-motorok karburátorainál. A bonyolultabb megoldásnál a szelepeken keresztül csak friss levegő áramlik be, ekkor fecskendezik be a tüzelőanyagot az égéskamra hátsó részébe szintén apró cseppekre porlasztva. A keveréket a fúvócsőben hátramaradó forró gázok gyújtják meg.

## A  szelep nélküli konstrukció

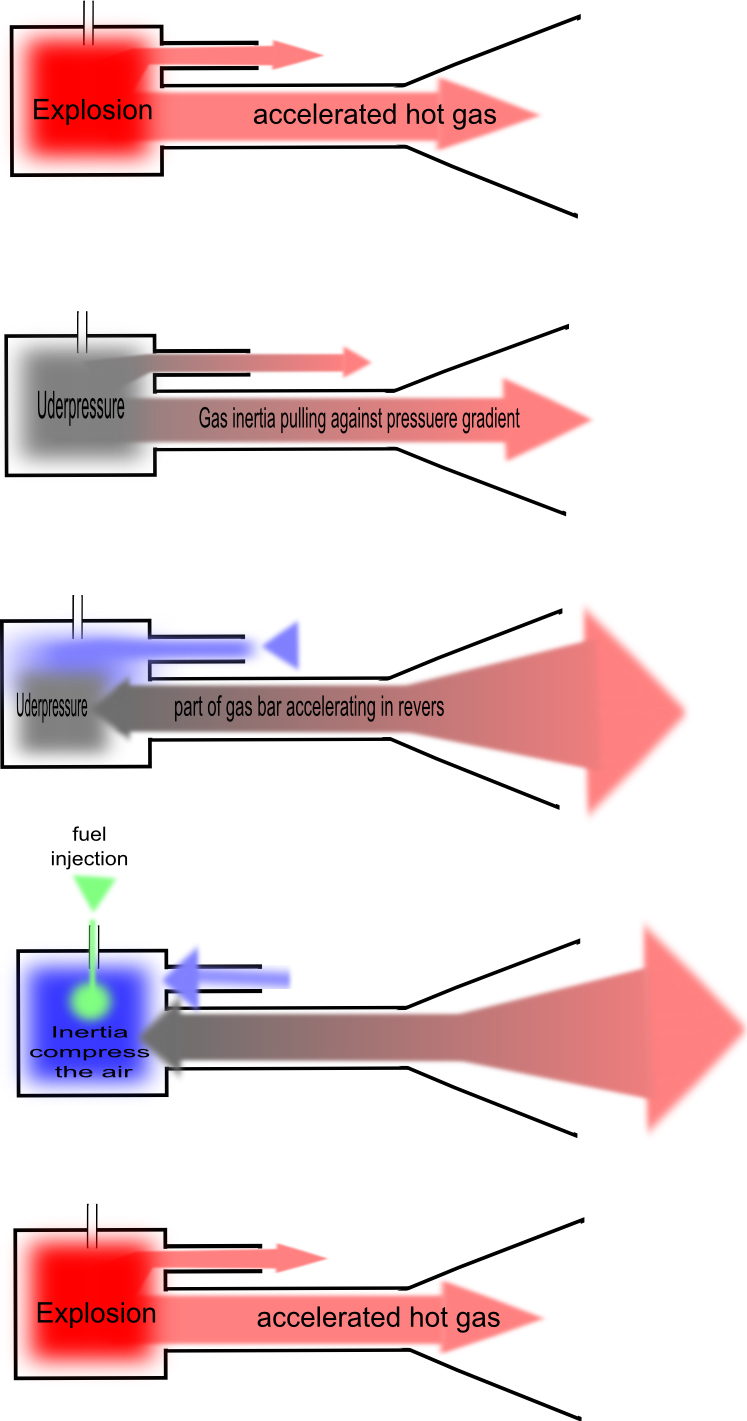
Szelepnélküli hajtómű működése

Ennél a típusnál egyáltalán nem alkalmaznak szelepeket, sőt az egész berendezésnek egyetlen mozgó alkatrésze sincs. Működését a szerkezet megfelelő aerodinamikai és akusztikai méretezése biztosítja. Ennél a megoldásnál a friss levegő beszívására szolgáló cső a legtöbb esetben szintén hátrafelé néz, de keresztmetszete kisebb a fúvócsövénél. A keverék robbanásszerű, gyors égésekor a nyomás megnő az égéstérben és a forró füstgázok mind a fúvócsövön, mind a szívócsövön keresztül hátrafelé áramlanak. A nagy sebességű gázok lökésszerű távozása után, mivel az áramlás még akkor is tart, amikor a nyomás már kiegyenlítődött volna, az égőkamrában gyenge vákuum képződik, mire az áramlás megfordul, a légbeszívó nyíláson keresztül friss levegő áramlik be, a fúvócsőből pedig az előző robbanás égéstermékeinek utolsó maradványai áramlanak vissza. Ezután kismértékű kompressziót okoz az, hogy a beáramló levegőnek és füstgáznak le kell fékeződnie, ekkor gyújt a gyertya vagy a visszaáramló forró füstgázok és a folyamat megismétlődik. A fenti működés csak a méretek gondos megválasztásával biztosított, a nyomáslengések frekvenciájának a csőcsoportban lévő levegőnek mint lengőrendszernek a sajátfrekvenciájával egyeznie kell, ez a rezonancia-állapot gondoskodik arról, hogy az üzem folyamatos és stabil legyen. 
Egyes szelep nélküli típusok tüzelőanyag fogyasztása igen nagy, míg mások a szelepes pulzáló sugárhajtóműveknél is kevesebb üzemanyagot fogyasztanak, gondosan tervezett, korszerű pulzáló sugárhajtóművek még a kis gázturbinás sugárhajtóművekkel is versenyeznek fogyasztás tekintetében. 
Az első működőképes szelep nélküli hajtóművet Georges Marconnet fejlesztette ki 1909-ben. A francia SNECMA kutatóintézet az 1940-es évek végén gondosan tanulmányozta a szelep nélküli hajtóműveket. Először a holland Aviolanda AT-21 repülő céltárgynál alkalmazták ipari mennyiségben. A repülőgépeknél alkalmazott szelep nélküli pulzáló sugárhajtómű egyik előnye előrefelé irányuló szívónyílásos konstrukció esetén, hogy a beáramló levegő torlónyomása nem engedi, hogy a motor leálljon, mint sok esetben a szelepes változatnál történik. Nagyobb sebességre képesek, megfelelő kialakítás esetén M=0,7 Mach számot is elérhetnek. Előnyük az egyszerű szerkezet, melyet egyszerűbb tervezni, gyártani és karbantartani is. A szelepes változat kényes pontja a szelepcsoport, ezek élettartama erősen korlátozott. 

## Alkalmazása

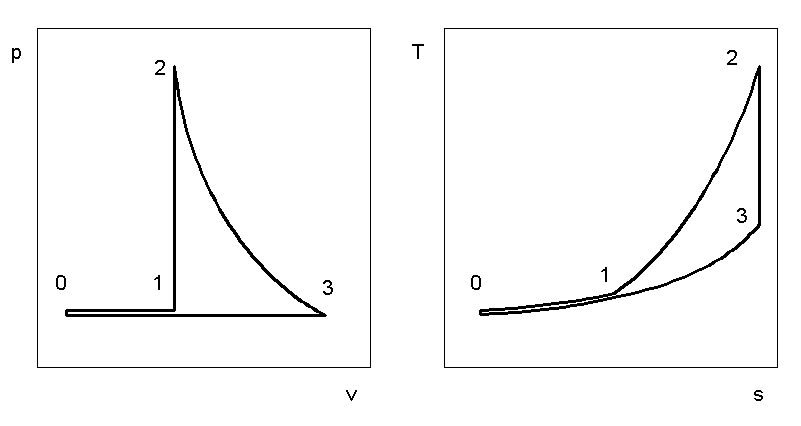
A Lenoir-ciklus nyomás-fajtérfogat és hőmérséklet-entrópia diagramja

A pulzáló sugárhajtómű működését közelítőleg a Lenoir-ciklus modellezi. A T-s diagramból közvetlenül leolvasható, hogy adott legnagyobb hőmérséklet mellett a termikus hatásfok az összes létező körfolyamat közül a legalacsonyabb, mivel leginkább távol áll az ideális Carnot-ciklusétól. Repülőgéphajtóműveknél a hatásfokot nem szokták használni, azonban a fajlagos üzemanyagfogyasztása is kedvezőtlen. Ami előnyére szolgál, egyszerűsége, kis tömege, egyszerű gyárthatósága és a jó tolóerő-tömeg viszony. Másik hátránya a működés közben keletkező erős zaj. Ezek a sajátságok behatárolják alkalmazását. A V-1 mellett a hadiipar más helyen is felhasználta. Kísérletek  történtek helikopterek  hajtására is, úgy, hogy a forgószárnyak végén helyezték el a pulzáló sugárhajtóműveket, de a sorozatgyártásig nem jutottak el. Repülőgépmodelleknél egyszerűsége és jó fajlagos teljesítménye miatt használják mind szabad repülésű RC (rádió távirányítású) modellekben, mind kötött, U-control modellekben.

## Külső hivatkozások
- Mindent a pulzáló sugárhajtóművekről. Építés, tapasztalatok, tervrajzok
- Hajtómű építés
- Repülőgépmodellekhez
- Pulzáló sugárhajtómű repülőmodellekhez